# جويسئة عطرة
الجويسئة العطرة أو اسبرولة العطرية أو جويشة أسبيرولة هي نوع نباتي عشبي معمر عطري يتبع جنس الجويسئة من الفصيلة الفوية وتسمى أيضاً بالغاليون العطر.

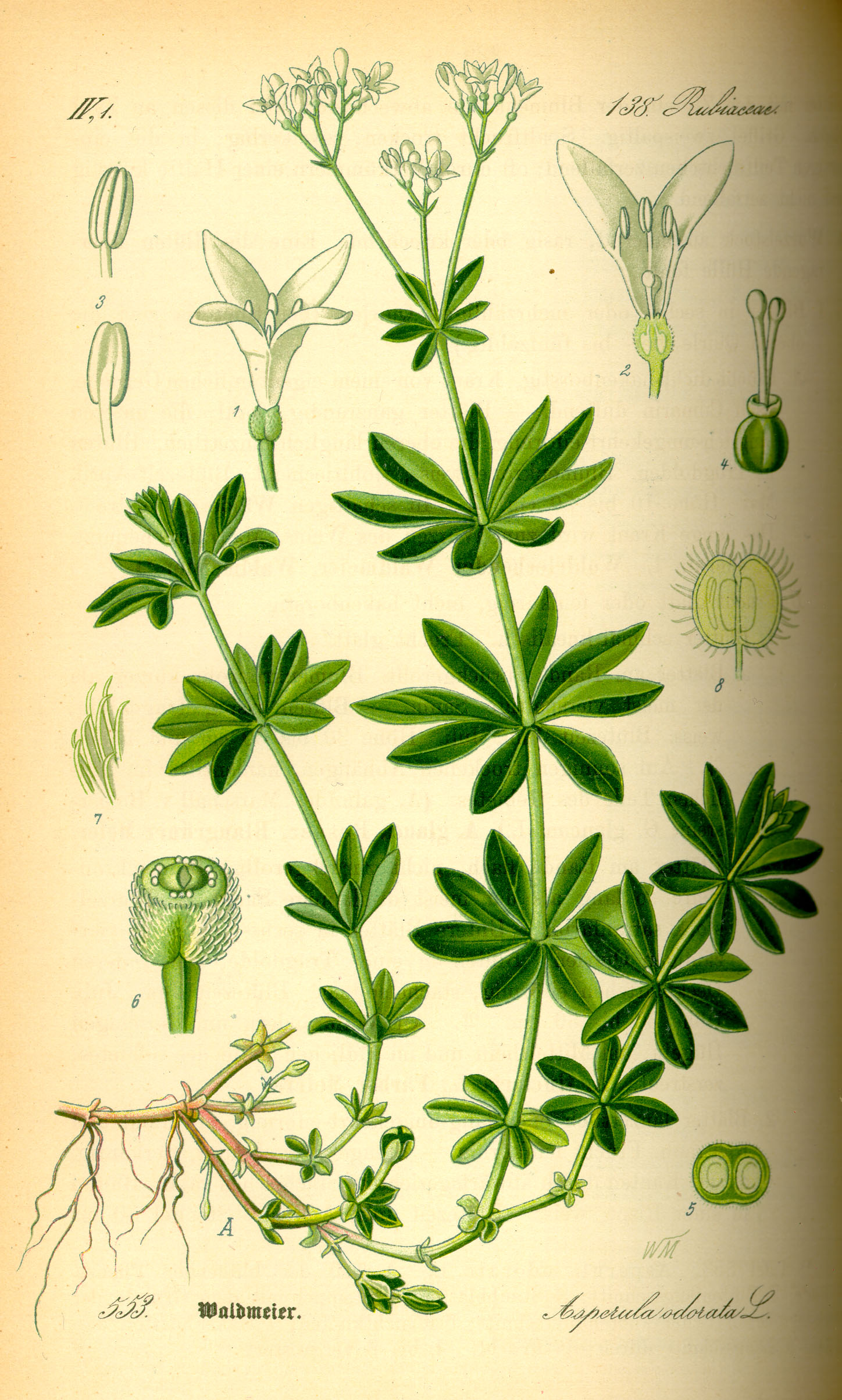
الجويسئة العطرة

## الموئل والانتشار
ينتشر في المغرب العربي وتركيا والقوقاز وكل مناطق أوروبا من اليونان والبلقان إلى إسبانيا وشمالاً من إيرلندا وبريطانيا إلى فنلندا وروسيا.

## الوصف النباتي
يصل ارتفاعها إلى 45 سم. تمتلك ساقاً مربعة وأزهاراً صغيرة بيضاء وأوراقاً بيضاوية رفيعة. كل أربع أوراق تويجية تنضم سوية في القاعدة. إنّ البذور يبلغ قطرها 2-4 مليمتر، وكل بذرة مغطاة بشئ يشبه الوبر الخشن الصغير جداً.
هذه النبتة تفضّل أن تكون في الظل جزئياً وفي جو رطب وتربة خصبة. في فصول الصيف الجافّة تحتاج إلى ريَّ متكرّر.

## خصائصها
تنمو عادة في الغابات الظليلة. والأجزاء المستعملة جميع أجزاء النبات عدا الجذور. تحتوي الجويسئة على ايريدويدات وكومارينات وحمض العفص وانثراكينونات دفلافويندات وتعمل الفلافونيدات على دوران الدم ومدرة للبول. تستعمل كمنكه في بعض أنواع الشراب.

## مرادفات للاسم العلمي
- (باللاتينية: Asperula eugeniae K. Richt.)
- (باللاتينية: Asperula odorata L.)